# Fiat 20
Le Fiat Tipo 20 est un modèle de camion qui a été utilisé comme tracteur d'artillerie tellement ses caractéristiques étaient extraordinaires. Il fut conçu et fabriqué par le constructeur italien Fiat V.I. en 1915.
Plus de 800 exemplaires ont été immatriculés par l'armée du roi d'Italie durant les années 1915 à 1918.
Il a été surnommé le géant, vu ses caractéristiques impressionnantes.
En 1912, Fiat étudie, sur commande de l'armée du roi d'Italie, un nouveau véhicule pour assurer le déplacement de matériel militaire sur les terrains de guerre. Le Fiat Tipo 20 est présenté en fin d'année 1914 et immédiatement adopté par les militaires qui en commanderont 800 exemplaires à utiliser dans les combats de la Première Guerre mondiale que l'Italie venait d'engager. 
Le "type 20" connaîtra un énorme succès auprès des armées et sera ensuite proposé en version civile pour des transports exceptionnels. Lors des essais d'homologation, attendu que le véhicule comportait des chenillettes sur les deux essieux arrière, les inspecteurs ont noté une capacité de traction d'une remorque de 111 tonnes, composée de 15 camions Fiat 18 BL à pleine charge. Le rapport ne dit pas si c'est la charge maximale ou s'il n'y avait que 15 camions disponibles.

## Le Fiat Tipo 30
Comme le Tipo 20, le Fiat Tipo 30 était, à l'origine, un tracteur d'artillerie. Très peu de documents sont disponibles concernant ce véhicule, seul un rapport d'homologation fait mention de sa capacité extraordinaire de traction de 111 tonnes lors de son homologation. Les caractéristiques étaient supérieures à celles du Fiat 20. 800 exemplaires ont été fabriqués.